# Callitris columellaris
Callitris columellaris ist eine Koniferenart aus der Gattung der Schmuckzypressen (Callitris) in der Familie der Zypressengewächse (Cupressaceae). Sie ist an der Küste des östlichen Australiens heimisch.

## Beschreibung

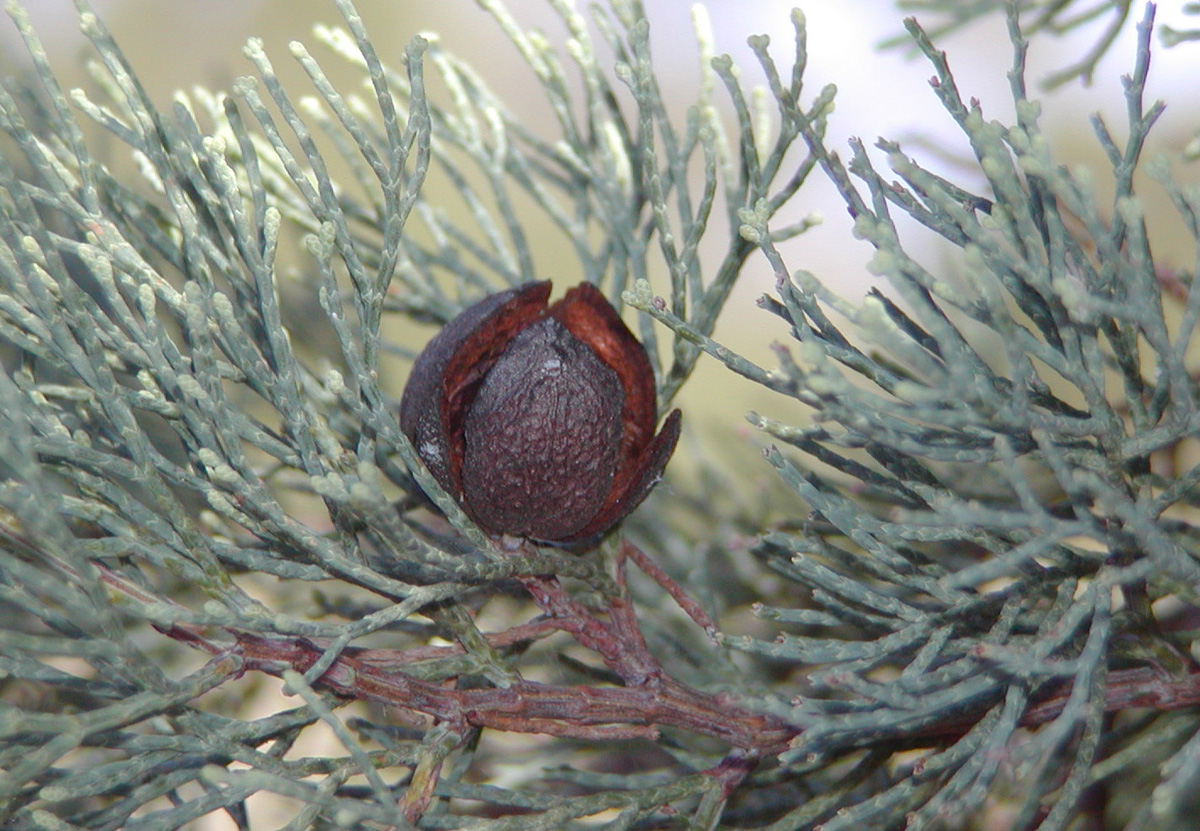
Zweig mit reifen, bereits geöffneten Zapfen

Callitris columellaris wächst als aufrechter immergrüner Baum, der Wuchshöhen von bis zu 30 Metern und Brusthöhendurchmesser von bis zu 1,1 Meter erreichen kann. Die Äste gehen aufrecht vom Stamm ab. Die Borke ist dunkel und gefurcht.
Die dunkelgrünen, selten auch blaugrünen Schuppenblätter werden 1 bis 3 Millimeter lang und sind auf der Rückseite nicht gekielt.
Die männlichen Blütenzapfen stehen einzeln oder in Gruppen an den Zweigen und sind bei einer Länge von bis zu 5 Millimetern zylindrisch geformt.
Die einzeln an den Zweigen stehenden weiblichen Zapfen sind bei einem Durchmesser von 1,5 bis 2,0 Zentimetern eiförmig bis flach-kugelig geformt. Jeder Zapfen besteht aus sechs dünnen Zapfenschuppen und trägt mehrere Samenkörner. Die Samen werden bereits kurz nach der Reife entlassen und die Zapfen fallen dann von den Zweigen. Die kastanienbraunen Samen werden etwa 4 Millimeter groß und weisen zwei oder drei Flügel auf.
Die Chromosomenzahl beträgt 2n = 22.

## Verbreitung und Standort
Das natürliche Verbreitungsgebiet von Callitris columellaris umfasst das südöstliche Queensland und das nordöstliche New South Wales. Es erstreckt sich von Maryborough im Norden bis zum Clarence River im Süden.
Callitris columellaris wächst vor allem auf tiefgründigen Sandböden in Küstennähe.

## Nutzung
Das Holz von Callitris columellaris wird genutzt. Weiters wird die Art auch als Ziergehölz angepflanzt. Die Art liefert den Australischen Sandarak.

## Systematik
Die Erstbeschreibung als Callitris columellaris erfolgte 1866 durch Ferdinand von Mueller in Fragmenta Phytographiæ Australiæ, Band 5, Seite 198. Manche Autoren sehen Callitris intratropica und Callitris glaucophylla als Unterarten oder Varietäten von Callitris columellaris an.

## Gefährdung und Schutz
Callitris columellaris wird in der Roten Liste der IUCN als „nicht gefährdet“ eingestuft. Es wird jedoch darauf hingewiesen, dass eine erneute Überprüfung der Gefährdung notwendig ist.